# Grand Prix Brazylii 1974
Grand Prix Brazylii 1974 (oryg. Grande Prmio do Brasil) – druga runda Mistrzostw Świata Formuły 1 w sezonie 1974, która odbyła się 27 stycznia 1974, po raz drugi na torze Interlagos.
3. Grand Prix Brazylii, drugie zaliczane do Mistrzostw Świata Formuły 1.

## Klasyfikacja
| Legenda oznaczeń w tabelach wyników Wyświetl szablon na nowej stronie | Legenda oznaczeń w tabelach wyników Wyświetl szablon na nowej stronie                                                                     |
| Oznaczenie                                                            | Wyjaśnienie |
| --------------------------------------------------------------------- | --- |
| Złoty                                                                 | Zwycięzca lub mistrzostwo |
| Srebrny                                                               | 2. miejsce lub wicemistrzostwo |
| Brązowy                                                               | 3. miejsce lub II wicemistrzostwo |
| Zielony                                                               | Ukończył, punktował (w klasyfikacji generalnej, gdy zdobył co najmniej jeden punkt na przestrzeni sezonu, poza trzema powyższymi opcjami) |
| Niebieski                                                             | Ukończył, nie punktował (w klasyfikacji generalnej, gdy nie zdobył co najmniej jednego punktu na przestrzeni sezonu)                      |
| Czerwony                                                              | Nie zakwalifikował się (NZ) |
| Czerwony                                                              | Nie prekwalifikował się (NPK) |
| Różowy                                                                | Nie ukończył (NU) |
| Różowy                                                                | Niesklasyfikowany (NS) (w klasyfikacji generalnej, gdy nie został sklasyfikowany w żadnym wyścigu sezonu)                                 |
| Czarny                                                                | Zdyskwalifikowany (DK) |
| Czarny                                                                | Wykluczony (WYK/EX) |
| Biały                                                                 | Nie wystartował (NW) |
| Biały                                                                 | Kontuzjowany (K/INJ) |
| Biały                                                                 | Wyścig odwołany (OD/C) |
| Bez koloru                                                            | Został wycofany (WYC/WD) |
| Bez koloru                                                            | Nie przybył (NP/DNA) |
| Bez koloru                                                            | Nie brał udziału w treningach (NT/DNP) |
| Bez koloru                                                            | Nie został zgłoszony (–) |
| Pogrubienie                                                           | Start z pole position |
| Kursywa                                                               | Najszybsze okrążenie wyścigu |
| †                                                                     | Nie ukończył, ale jego rezultat został zaliczony ze względu na przejechanie więcej niż 90% dystansu wyścigu.                              |
| *                                                                     | Sezon w trakcie |
| 1/2/3                                                                 | Punktowana pozycja w sprincie kwalifikacyjnym                                                                                             |
| Lista systemów punktacji Formuły 1                                    | |

| Pos | No | Kierowca             | Konstruktor       | Okrążeń | Czas/powód NU | Poz. Start. | Punktów |
| --- | -- | -------------------- | ----------------- | ------- | ------------- | ----------- | ------- |
| 1   | 5  | Emerson Fittipaldi   | McLaren-Ford      | 32      | 1:24:37.06    | 1           | 9       |
| 2   | 11 | Clay Regazzoni       | Ferrari           | 32      | + 13.57       | 8           | 6       |
| 3   | 2  | Jacky Ickx           | Lotus-Ford        | 31      | + 1 Okrążenie | 5           | 4       |
| 4   | 18 | Carlos Pace          | Surtees-Ford      | 31      | + 1 Okrążenie | 12          | 3       |
| 5   | 33 | Mike Hailwood        | McLaren-Ford      | 31      | + 1 Okrążenie | 7           | 2       |
| 6   | 1  | Ronnie Peterson      | Lotus-Ford        | 31      | + 1 Okrążenie | 4           | 1       |
| 7   | 7  | Carlos Reutemann     | Brabham-Ford      | 31      | + 1 Okrążenie | 2           |         |
| 8   | 4  | Patrick Depailler    | Tyrrell-Ford      | 31      | + 1 Okrążenie | 16          |         |
| 9   | 24 | James Hunt           | March-Ford        | 31      | + 1 Okrążenie | 18          |         |
| 10  | 14 | Jean-Pierre Beltoise | BRM               | 31      | + 1 Okrążenie | 17          |         |
| 11  | 26 | Graham Hill          | Lola-Ford         | 31      | + 1 Okrążenie | 21          |         |
| 12  | 6  | Denny Hulme          | McLaren-Ford      | 31      | + 1 Okrążenie | 11          |         |
| 13  | 3  | Jody Scheckter       | Tyrrell-Ford      | 31      | + 1 Okrążenie | 14          |         |
| 14  | 15 | Henri Pescarolo      | BRM               | 30      | + 2 Okrążeń   | 22          |         |
| 15  | 8  | Richard Robarts      | Brabham-Ford      | 30      | + 2 Okrążeń   | 24          |         |
| 16  | 37 | François Migault     | BRM               | 30      | + 2 Okrążeń   | 23          |         |
| 17  | 19 | Jochen Mass          | Surtees-Ford      | 30      | + 2 Okrążeń   | 10          |         |
| NU  | 28 | John Watson          | Brabham-Ford      | 27      | Sprzęgło      | 15          |         |
| NU  | 9  | Hans Joachim Stuck   | March-Ford        | 24      | Skrz. biegów  | 13          |         |
| NU  | 17 | Jean-Pierre Jarier   | Shadow-Ford       | 21      | Hamulce       | 19          |         |
| NU  | 20 | Arturo Merzario      | Iso Marlboro-Ford | 20      | Przepustnica  | 9           |         |
| NU  | 16 | Peter Revson         | Shadow-Ford       | 10      | Przegrzanie   | 6           |         |
| NU  | 10 | Howden Ganley        | March-Ford        | 8       | Zapłon        | 20          |         |
| NU  | 12 | Niki Lauda           | Ferrari           | 2       | Silnik        | 25          |         |
| NU  | 27 | Guy Edwards          | Lola-Ford         | 2       | Podwozie      | 3           |         |